# (311999) 2007 NS2
Az (311999) 2007 NS2 egy kisbolygó a Mars trójai csoportjában. A La Sagra Observatory-ban fedezték fel 2007. július 14-én.